# Wojciech Filemonowicz
Wojciech Filemonowicz (* 21. Juni 1970 in Katowice) ist Ökonom, Absolvent der Krakauer Wirtschaftsakademie, Vorsitzender der Andrzej-Urbańczyk-Stiftung, Mitbegründer der Freunde der Krakauer Philharmonie und anderer Kultur- und Jugendorganisationen. Er ist Vorstandsvorsitzender der Sozialdemokratie Polens (SDPL) in Polen und Chef der Programmplattform Kultur. Am 10. Januar 2009 wurde er zum Vorsitzenden der SDPL gewählt.